# Ljungskile landskommun
Ljungskile landskommun var en tidigare kommun i dåvarande Göteborgs och Bohus län.

## Administrativ historik
Den bildades vid kommunreformen 1952 och bestod av de tidigare kommunerna Ljung, Grinneröd och Resteröd och uppkallades efter centralorten Ljungskile.
1971 blev den en del av Uddevalla kommun.
Kommunkoden var 1417

### Kyrklig tillhörighet
I kyrkligt hänseende tillhörde kommunen församlingarna Grinneröd, Ljung och Resteröd.

## Kommunvapnet
Blasonering: I rött fält en medelst vågskurr bildad spets av silver, belagd med en röd ek med ollon av guld och åtföljd på vardera sida av en stolpvis ställd yxa av silver, den högra vänstervänd.
Detta vapen utformades av Svenska Kommunalheraldiska Institutet och fastställdes av Kungl Maj:t 1953 och gällde fram till kommunens upplösning 1970.

## Geografi
Ljungskile landskommun omfattade den 1 januari 1952 en areal av 99,54 km², varav 96,20 km² land.

### Tätorter i kommunen 1960
| Tätort              | Folkmängd |
| ------------------- | --------- |
| Ljungskile          | 1 681     |
| Svenshögen, del ava | 59        |

Tätortsgraden i kommunen var den 1 november 1960 57,0 procent.

## Politik

### Mandatfördelning i valen 1950–1966
| 13 | 9 | 4 | 9 |

| 34 |

| 14 | 10 | 3 | 8 |

| 32 |

| 14 | 11 | 3 | 7 |

| 34 |

| 14 | 10 | 3 | 8 |

| 31 |

| 13 | 5 | 8 | 9 |

| 31 |